# 포르피린증
포르피린증(porphyria)은 헴 합성 회로(포르피린 합성 회로)의 효소가 기능하지 않는, 선천적 또는 후천적인 질환이다. 헴 합성계 효소의 비정상으로 따르고, 중간 대사물의 우로포르피리노겐 I 등의, 뇨 중 혹은 분편중의 배설량이 증가하는 것이 진단의 결정적 수단이 된다. 포르피린증 또는 포르피린의 이름은 「보라색의 색소」를 의미하는 희랍어에 유래한다. 환자의 대변이나 뇨가 보라색이 되기 때문이다.
태양광 등의 자극에 의해서 과민증을 일으켜, 그것이 간장에의 심각한 부담이 되는 것부터, 일평생 태양광을 피하는 생활이 불가피한 피부형과 복부를 중심으로 신경 증상을 호소하는 급성형 등이 확인되고 있다. 증상이 무거운 경우는 생명에 위험이 미치기도 하기 때문에, 난치병으로 지정되어 있는 나라도 있다.
포르피린 중간체가 과잉 생산, 축적되는 개소에 따라 급성 포르피린증(간성 포르피린증)과 피부성 포르피린증(조혈성 포르피린증)으로 대별된다. 임상적 또는 조직학적으로 유도되는 것은 가짜 포르피린증으로 불린다. 가짜 포르피린증은 혈중, 뇨 중에도 정상적인 포르피린치를 나타낸다.
헴 합성 회로에 대해 히드로키시메치르비란이 우로포르피리노겐 III 신타제에 의해서 축합해, 환을 감으면 우로포르피리노겐 III이 된다. 이 때, 우로포르피리노겐 III 신타제의 기능에 의해 4개의 피롤이 정연하게 줄선 히드로키시메치르비란의 어엿한 피롤 하나만이 반전해 축합해 환을 형성한다. 우로포르피리노겐 III 신타제가 일하지 않는 경우, 피롤이 정연하게 줄선 채로의 히드로키시메치르비란이 자발적으로 축환해 우로포르피리노겐 I이 생성한다. 우로포르피리노겐 I는 우로포르피리노겐탈탄산 효소의 기질이 되어 코프로포르피리노겐 I으로 변환되지만, 이것은 코프로포르피리노겐 산화 효소의 기질이 되지 않기 때문에, 프로트포르피린에는 이르지 않는다.
이와 같이 우로포르피리노겐 I나 코프로포르피리노겐 I가 축적해 나가는 것이 포르피린증의 원인의 하나가 될 수 있다.
선천성 적혈구 형성성 포르피린증은 소, 돼지, 고양이에서 인정되어 소에서는 상염색체성 열성 유전, 돼지, 고양이에서는 상염색체성 우성 유전이다. 포르피린은 광증감 자극에 의해 활성산소를 일으켜 이것이 지방질이나 단백질의 과산화 장해를 일으킨다. 증상으로서 피부의 광과민증, 빈혈, 요독증을 나타낸다. 이빨과 뇨는 자외선 아래에서 적색형광을 나타내는 것부터 진단할 수 있다. 치료에는 대증요법과 함께 햇빛을 피한다.

## 징조와 증상

### 급성 포르피린증
급성 포르피린증 혹은 간성 포르피린증은 초기 단계에서는 복통, 구토, 급성 신경장애, 줄기 탈진, 발작, 혹은 환각, 우울증, 불안, 편집증을 포함한 정신 질환 등 신경계에 영향을 준다. 자율신경계통의 영향에 의해 심장의 부정맥이나 빈박이 일어나는 경우도 있다. 격렬한 아픔이 있어, 그 아픔은 급성에서도 만성에서도 양쪽 모두의 경우가 있다. 대장의 신경계에도 영향을 미쳐 변비가 빈번히 일어나, 설사도 이와 같이 일어난다.
많은 징조를 일으키는 한편, 포르피린증의 발증은 꽤 드문 예이므로, 초기의 단계에서는 환자는 다른 병의 발증을 의심하거나 진단내리는 일이 있다. 예를 들면, 급성 포르피린증의 다발성 뇌증이 [[길랭
-바레 증후군]]이나 베르니케 뇌증으로 오진될 수 있으므로, 진단 시에는 포르피린 검사가 일반적으로 권장된다. 전신 홍반성 루푸스는 광감수성과 통증이 특징이며, 그 외가 많은 병에서도 포르피린증과 같은 증상을 일으키는 경우가 있다.
모든 포르피린증이 유전성이 아니고, 간장병에 의한 간기능 장해의 결과로 포르피린증을 일으키는 경우도 있어, 그 경우에는 황달 등의 증상을 나타내는 경우가 있다.
급성 포르피린증(급성 간헐성 포르피린증(AIP), 유전성 코프로포르피린증(HCP), 다채성 포르피린증(VP)) 환자는 간세포암(초기 간암)으로 이환하는 위험을 일생에 걸쳐 가지고 있으므로 감시 검사가 필요하다. 간암의 그 외의 전형적인 위험 인자는 고려할 필요가 없다.

### 피부성 포르피린증
피부성 포르피린증 또는 조혈성 포르피린증에서는 피부나 점막에 광과민성(광피부염), 수포, 괴사 등 최초로 피부에 영향이 나오거나 가려움, 부어 액과 같은 개소의 발모의 증대가 일어난다. 다른 포르피린증과의 구별로서 복통은 거의 발생하지 않는다.
어느 종류류의 포르피린증에서는 뇨 중에 배설되는 축적된 헴 중간체는 여러가지로 색을 바꿀 때가 있다. 태양에 해당된 다음에는 암적색이나 타 갈색의 뇨를 볼 수 있을 때가 있다. 보라색이나 붉은 뇨도 평상시로 볼 수 있는 일이 있다.

## 진단

### 포르피린 검사
포르피린증은 혈액, 뇨, 대변의 분광학적 검사나 생화학 검사로 진단된다. 급성 포르피린증이 의심되는 경우에는 일반적으로는 최초로 포르포비리노겐의 뇨 중 농도를 조사한다. 헴의 생성의 감소는 포르피린 합성 회로의 초기 단계의 중간 물질인 포르포비리노겐의 증가를 가져온다. 급성 포르피린증의 대부분의 경우, 몹시 드문 아미노레브린산탈수 효소 결핍성 포르피린증과 유전성 치로신 혈증 타입 I를 제외하고 뇨 중 포르포비리노겐 농도는 두드러져 상승한다. 수은 중독이나 비소 중독이 포르피린증을 일으키는 경우, 다른 포르피린증과 다른 증상, 즉 대부분의 경우로 우로포르피리노겐 I 및 III, 코프로포르피리노겐 I 및 III 및 코프로포르피리노겐 I 및 III의 선구 물질의 현저한 상승이 인정된다.
발작이 일어나지 않을 때에는 수치는 정상치거나 거의 정상치에 가깝기 때문에, 포르피린증을 발견하기 위해서 발작 때나 여러 번인가의 발작 시에 반복해 검사하는 것이 필요하다. 뇨스크리닝 검사는 생명에 관련되는 초기 단계의 발작의 급성 간헐성 포르피린증의 검출에 실패하고 있었다고 기억되고 있다. 보다 일반적인 유전적보인자의 대부분(90%에 이르기까지)은 우성 유전한 급성간성 포르피린증(급성 간헐성 포르피린증, 유전성 코프로포르피린증, 다채성 포르피린증)에서는 전형적인 증상을 잠복 시키고 있는 DNA의 검사가 주목받고 있어 DNA 검사나 효소 검사의 실시가 요구되고 있다. 이것에의 예외는 사춘기 후의 잠재적인 코프로포르피린증의 유전적보인자일 것이다.
대부분의 포르피린증이 드문 상태이므로, 일반의 병원의 검사실은 포르피린증의 검사를 실시하는 전문 지식도 기술도 인일도 통상은 가지지 않았다. 일반적으로, 검사란, 혈액, 대변, 뇨의 검사대상 물체를 위탁 검사기관에 송부하는 일도 포함되어 있다. 포르피린을 검출해야 할 모든 검사대상 물체는 적절히 취급되어야 하는 것이다. 검사대상 물체는 급성 발작 때에 채취해야 하는 것으로, 아주 없으면 가짜 음성 결과가 나와 버린다. 검사대상 물체는 차광해, 냉장 보존해야 한다.
만약 모든 포르피린 검사가 음침하면 하나의 가능성으로서 가짜 포르피린증을 고려해야 한다. 주의 깊은 약리 검사는 가짜 포르피린증의 원인을 발견할 것이다.

### 추가검사
신경장애 관계의 신경 전도 검사나 간장 초음파 검사 등 장기에 영향이 있을지 확인하기 위해 한층 더 진단 검사가 필요하다. 기본적인 생화학 검사는 간장병, 간세포암, 그 외의 장기의 문제의 특정을 돕는다.

## 병원성
사람에 대해 포르피린은 헴의 주요한 선구 물질이며, 헤모글로빈, 미오글로빈, 카타라제, 페르오키시다제, 호흡, P450 간장 시토크롬의 주요한 구성을 이루고 있다.
포르피린 합성의 효소의 부족은 헴의 생성의 부족에 연결된다. 헴은 세포내에서의 대사의 중심적인 역할을 연기하고 있다. 이것이 포르피린증의 주요한 문제는 아니다. 대부분의 헴 합성 효소, 충분히 기능하고 있지 않는 효소조차, 나머지의 활동으로 헴의 생합성에 충분히 공헌하고 있는 것이다. 이 결핍증의 주요한 문제는 고농도가 되면 조직에 대해서 유해가 되는 포르피린이나 헴 선구 물질의 축적이다. 광감수성이 도입되고 있든지, 뇨나 대변중에 배설되든지, 이러한 중간체의 화확적 특성이 축적 장소를 결정짓는다.
헴 합성 회로에 대해 8개의 효소가 관계하고 있다. 최초와 마지막 3개의 반응은 미토콘드리아내에서 행해져 나머지의 4개의 반응은 세포질내에서 행해진다. 이러한 어느 쪽인가에 결함이 있으면 포르피린증이 발생한다.
적혈구 합성이 광감수성의 수포성발진이나 증모 등의 피부의 문제를 일으키든지, 간성 포르피린증은 급성 신경성 발작(발작, 정신 질환, 극도의 요통 및 복통, 급성 다발 뉴로파시)에 특징지을 수 있다.
프로트포르피리노겐오키시다제의 특정의 결손에 의해서 일으켜지는 다채성 포르피린증(다종의 포르피린증이나 혼합 포르피린증도)은 급성 신경 발작과 상사는 만발성 피부 포르피린증과 유사한 피부의 손상이 나타난다.

### 포르피린증의 종류
포르피린증의 종류는 결손된 효소의 종류에 따라 정해진다.
| 효소                             | 기질                   | 효소의 장소  | 관련하는 포르피린증                                | 포르피린증의 유형     | 유전              | 증상                                                                 |
| -------------------------------- | ---------------------- | ------------ | -------------------------------------------------- | --------------------- | ----------------- | -------------------------------------------------------------------- |
| 아미노레브린산합성 효소          | 글리신과 스크시닐 CoA  | 미토콘드리아 | 반성 유전 철아구성 빈혈 (XLSA)                     | 적혈구성              | 반성유전          |                                                                      |
| 아미노레브린산탈수 효소          | 아미노레브린산         | 세포질       | 일반적인 포르피린증/아미노레브린산탈수 효소 결손증 | 간성, 납중독에도 기인 | 상염색체 열성유전 | 복통, 신경장애                                                       |
| 포르포비리노겐탈아미노 효소      | 포르포비리노겐         | 세포질       | 급성 간헐성 포르피린증(AIP)                        | 간성                  | 상염색체 우성유전 | 주기적인 복통, 말초 신경 장해, 신경 질환, 빈맥                       |
| 우로포르피리노겐 III 합성 효소   | 히드로키시메치르비란   | 세포질       | 선천성적아구성 포르피린증(CEP)                     | 적혈구성              | 상염색체 열성유전 | 붉은 반점, 붓고 수포를 수반하는 과도한 광과민증, 용혈성 빈혈, 거비증 |
| 우로포르피리노겐 III 탈탄산 효소 | 우로포르피리노겐 III   | 세포질       | 만발성 피부 포르피린증(PCT)                        | 간성                  | 상염색체 우성유전 | 소포나 수포를 수반하는 광과민성                                      |
| 코프로포르피리노겐 산화 효소     | 코프로포르피리노겐 III | 미토콘드리아 | 유전성 코프로포르피린증(HCP)                       | 간성                  | 상염색체 우성유전 | 광과민증, 신경 증상, 산통                                            |
| 프로트포르피리노겐 산화 효소     | 프로트포르피리노겐 IX  | 미토콘드리아 | 다채성 포르피린증(VP)                              | 혼합형                | 상염색체 우성유전 | 광과민증, 신경 증상, 발육 지연                                       |
| 철부가 효소                      | 프로트포르피린 IX      | 미토콘드리아 | 골수성 프로트포르피리아(EPP)                       | 적혈구성              | 상염색체 우성유전 | 피부 손상을 수반하는 광과민증, 담석, 경도간기능 장해                 |
|                                  | (헴)                   |              | 일시적인 적혈구 미성숙                             |                       |                   | 자반 피부 손상: 526                                                  |

## 역사

### 뱀파이어와 늑대인간
포르피린증은 해당 질환과 민간 전설(forklore) 사이의 특정 유사성에 기초하여 뱀파이어와 늑대인간 전설의 기원에 대한 설명으로 제안되었다.
포르피린증을 발병하면 광선과민증 때문에 야간의 생활 행동을 좋아하게 되어, 특히 선천성조혈성 포르피린증의 환자의 경우는 얼굴이 창백해져 잇몸이 야위어 이빨이 송곳니와 같이 보이는 일이 있다. 이러한 증상 및 환자의 생활 습관이 흡혈귀 전설의 근원이 된 가능성이 추측되고 있다.

### 주목할만한 사례
- 조지 3세. 1788년 섭정 위기(regency crisis of 1788) 때 조지 3세가 나타낸 정신 질환은 후향적 진단(retrospective diagnosis)을 위한 여러 시도에 영감을 주었다.

## 참고 문헌
- 수의학 대사전 편집 위원회 편집 「명해 수의학 사전」치크산 출판 1991년 ISBN 4885006104
- 일본 수의 내과학 아카데미편 「수의 내과마나부(작은 동물편)」문영당출판 2005년 ISBN 4830032006
- 일본 수의 내과학 아카데미편 「수의 내과마나부(작은 동물편)」문영당출판 2005년 ISBN 4830032006

## 같이 보기
- 포르피린
- 프로토포르피린